# Yuriy Habovda
Yuriy Habovda (tiếng Ukraina: Юрій Вікторович Габовда; sinh 6 tháng 5 năm 1989 ở Mukachevo, Ukraina) là một tiền vệ bóng đá Ukraina thi đấu cho Balmazújvárosi FC.

## Sự nghiệp
Habovda ra mắt cho FC Karpaty Lviv khi vào sân trong hiệp hai trước FC Dynamo Kyiv ngày 24 tháng 4 năm 2010 ở Giải bóng đá ngoại hạng Ukraina.